# Iglesia AME Sion de Butler
La Iglesia AME Sion de Butler es una histórica Iglesia Metodista Episcopal Sion africana ubicada en Greenville, Alabama, Estados Unidos. Fue construida en 1913 y agregado al Registro Nacional de Lugares Históricos en 1986.